# Bobby Lockwood
Bobby Lockwood (Basildon, 25 maggio 1993) è un attore britannico noto per il ruolo di Rhydian Morris in Wolfblood - Sangue di lupo e Mick Campbell in Anubis.

## Biografia
Dopo aver studiato alla Beauchamps High School a Wickford, ha iniziato la sua carriera di attore in giovane età, dopo essere entrato alla Singer Stage School di Essex.
Ha prestato la voce a Macchia ne La carica dei 101 II - Macchia, un eroe a Londra nel 2003. 
È apparso in tre episodi di Metropolitan Police nel 2006, nel ruolo di Taylor Little.
Ha partecipato ad Anubis nel ruolo di Mick Campbell, dal 2011 al 2012. Dal 2012 al 2014 interpreta Rhydian Morris in Wolfblood - Sangue di lupo.

## Filmografia

### Attore

#### Cinema
- Ups & Downs, regia di Stuart Fryer - cortometraggio (2013)
- Relapse, regia di Alex Sawyer - cortometraggio (2014)
- Up All Night, regia di John Henderson (2015)
- Honey 3 - Il coraggio di ballare (Honey 3: Dare to Dance), regia di Bille Woodruff (2016) uscito in home video
- Mum's List - La scelta di Kate (Mum's List), regia di Niall Johnson (2016)
- Access All Areas, regia di Bryn Higgins (2017)
- Dunkirk, regia di Christopher Nolan (2017)
- Vikes, regia di Tenney Fairchild (2017)
- The Outpost, regia di Rod Lurie (2019)
- Eurovision Song Contest - La storia dei Fire Saga (Eurovision Song Contest: The Story of Fire Saga), regia di David Dobkin (2020)
- Wings, regia di Jamie Weston - cortometraggio (2020)
- Outside the Wire, regia di Mikael Håfström (2021)

#### Televisione
- Metropolitan Police (The Bill) – serie TV, 3 episodi (2006)
- Waterloo Road – serie TV (2006)
- Anubis (House of Anubis) – serie TV, 55 episodi (2011-2012)
- Dani's Castle – serie TV, 1 episodio (2013)
- Wolfblood - Sangue di lupo (Wolfblood) – serie TV, 40 episodi (2012-2014)
- Lewis – serie TV, 2 episodi (2015)
- Unforgotten – serie TV, 1 episodio (2017)
- Uncle – serie TV, 1 episodio (2017)
- Doctors – serie TV, 1 episodio (2018)
- Ransom – serie TV, 1 episodio (2018)
- The Emily Atack Show – serie TV, 2 episodi (2020)
- Casualty – serie TV, 13 episodi (2021)

### Doppiatore
- La carica dei 101 II - Macchia, un eroe a Londra (101 Dalmatians II: Patch's London Adventure), regia di Jim Kammerud e Brian Smith (2002)

## Doppiatori italiani
Nelle versioni in italiano dei suoi film, Bobby Lockwood è stato doppiato da:
- Federico Zanandrea in Anubis[1]
- Manuel Meli in Wolfblood - Sangue di lupo[2]
- Alberto Franco in The Outpost
- Leonardo Lugni in Outside the Wire
- Matteo Costantini in Eurovision Song Contest - La storia dei Fire Saga

## Riconoscimenti
- 2013 – British Academy Children's Awards[3][4]
  - Best Performer per Wolfblood - Sangue di lupo